# Tokkoite
La tokkoite è un minerale.